# Język lindu
Język lindu (lindoe), także: linduan, tado, tado-lindu  – język austronezyjski używany w prowincji Celebes Środkowy w Indonezji, przez niewielką grupę ludności w pobliżu jeziora Lindu. Według danych z 2010 r. posługuje się nim 2600 osób.
Nazwa „tado” pochodzi od miejscowej formy przeczenia. Jest bardzo blisko spokrewniony z językiem moma (kulawi). Oba języki dałoby się wręcz klasyfikować jako dialekty, przy czym czynniki społeczne i geograficzne decydują o ich odrębności.
Według doniesień z 2010 r. pozostaje preferowanym środkiem komunikacji. Jest wykorzystywany w kontaktach swobodnych, a także w tradycyjnych obrzędach. W sferze religijnej, edukacji i administracji zdecydowanie dominuje język indonezyjski.
Jest zapisywany alfabetem łacińskim. Pod auspicjami SIL International powstał skrótowy słownik (Kamus Saku Bahasa Tado-Lindu – Indonesia – Inggris, 2010) .